# East Garfield Park

Situation d'East Garfield Park dans la ville de Chicago

East Garfield Park est l'un des 77 secteurs communautaires de la ville de Chicago aux États-Unis.
La basilique Notre-Dame-des-Douleurs de Chicago se situe dans ce secteur.